# Nocny słuchacz
Nocny słuchacz – amerykański thriller z 2006 roku w reżyserii Patricka Stettnera nakręcony na podstawie powieści Armisteada Maupina.

## Główne role
- Toni Collette – Donna D. Logand
- Robin Williams – Gabriel Noone
- Joe Morton – Ashe
- Bobby Cannavale – Jess
- Rory Culkin – Pete D. Logand
- Sandra Oh – Anna

## Fabuła
Gabriel Noone prowadzi nocną audycję radiową. Podczas nocy dzwoni do niego Pete Logand, jego największy fan. Spotkanie Noone'a z chłopcem zmieni ich życie.